# Фолмерсбах
Фолмерсбах (њем. Vollmersbach) општина је у њемачкој савезној држави Рајна-Палатинат. Једно је од 96 општинских средишта округа Биркенфелд. Према процјени из 2010. у општини је живјело 536 становника. Посједује регионалну шифру (AGS) 7134090.

## Географски и демографски подаци
Фолмерсбах се налази у савезној држави Рајна-Палатинат у округу Биркенфелд. Општина се налази на надморској висини од 390 метара. Површина општине износи 2,4 km². У самом мјесту је, према процјени из 2010. године, живјело 536 становника. Просјечна густина становништва износи 220 становника/km².